# Bodås
Bodås är en småort i Torsåkers socken i Hofors kommun. Orten ligger vid riksväg 68 och järnvägen Godsstråket genom Bergslagen, där Bodås förr hade en hållplats vid namn Bodåsgruvan.

## Historia
Den första malmbrytningen i Bodås skedde mellan 1857 och 1864. 1931 tog Sandvik AB över gruvan och gruvdriften i Bodåsgruvan startade 1937. När gruvans produktion var som störst jobbade mellan 140 och 150 personer i gruvan. Under 1950-talet växte ett samhälle upp vid gruvan men 1973 lades gruvdriften ned och stora delar av gruvan vattenfylldes. Från 1973 till 1990 användes gruvan som försöksanläggning för Sandviks Coromantborrar. Under 1990-talet odlades champinjoner i gruvan och sedan 2004 är gruvan whiskylager för Mackmyra Svensk Whisky.

### Befolkningsutveckling
| Befolkningsutvecklingen i Bodås/Bodåsgruvan 1960–2015                                    | Befolkningsutvecklingen i Bodås/Bodåsgruvan 1960–2015 | Befolkningsutvecklingen i Bodås/Bodåsgruvan 1960–2015 | Befolkningsutvecklingen i Bodås/Bodåsgruvan 1960–2015 | Befolkningsutvecklingen i Bodås/Bodåsgruvan 1960–2015 |
| ---------------------------------------------------------------------------------------- | ----------------------------------------------------- | ----------------------------------------------------- | ----------------------------------------------------- | ----------------------------------------------------- |
|                                                                                          |                                                       |                                                       |                                                       |                                                       |
| År                                                                                       |                                                       |                                                       | Folkmängd                                             | Areal (ha)                                            |
| 1960                                                                                     | 1960                                                  |                                                       | 208                                                   | 26                                                    |
| 1965                                                                                     | 1965                                                  |                                                       | 208                                                   | 28                                                    |
| 1975                                                                                     | 1975                                                  |                                                       | 205                                                   | 40                                                    |
| 1990                                                                                     | 1990                                                  |                                                       | 140                                                   | 20#                                                   |
| 1995                                                                                     | 1995                                                  |                                                       | 141                                                   | 27#                                                   |
| 2000                                                                                     | 2000                                                  |                                                       | 126                                                   | 27#                                                   |
| 2005                                                                                     | 2005                                                  |                                                       | 112                                                   | 25#                                                   |
| 2010                                                                                     | 2010                                                  |                                                       | 100                                                   | 25#                                                   |
| 2015                                                                                     | 2015                                                  |                                                       | 90                                                    | 19#                                                   |
| Anm.: 1960–1975 som Bodåsgruvan. Ej tätort 1970. Upphörde som tätort 1980. # Som småort. |                                                       |                                                       |                                                       |                                                       |